# Villa De Obizzi Lanzone
La Villa De Obizzi Lanzone è una villa del XVII secolo situata a Cervignano del Friuli. 
L'edificio è situato in posizione isolata all'interno del borgo Gortani, un modesto aggregato edilizio agricolo e dispone di un piccolo giardino antistante ornato da una fontana circolare.
La data della sua realizzazione sembra risalire al XVII secolo, i successivi rimaneggiamenti non hanno alterato la struttura originale.
La villa ha pianta rettangolare tripartita d'impronta veneta che presenta una composizione originale nella parte centrale è ricavata una loggia interna aperta sul fronte con tre archi che consentono l'accesso al piano nobile rialzato grazie a due rampe di scale.
In faccia gli archi a tutto sesto si presentano appoggiati a due lesene esterne e al centro a due colonne.
L'assialità della composizione è ribadita al piano superiore da un balcone con ringhiera in ferro battuto e da un timpano che impostato sul cornicione del sottotetto è sormontato da un pinnacolo e affiancato da due camini a forma cilindrica.
Il luogo in cui è situata la villa ha una storia millenaria. A 400 metri a sud est da Borgo Gortani infatti lungo la Roggia del Moro Gortani in una fascia di terreno di circa un chilometro, è stata identificata una concentrazione di materiale tipo tegole, coppi mattoni di età romana datati dal I secolo a.C. 
Sono state trovate inoltre tracce di un acquedotto romano, di una strada e di una necropoli con urne cinerarie. 
Secondo alcuni studiosi la strada era un percorso secondario che si dipannava dalla via consolare Julia Augusta che da Aquileia di dirigeva verso Norico.